# آرامگاه خواجه رادکان
آرمگاه خواجه رادکان ، معروف به آرامگاه خواجه نظام الملک رادکانی، مربوط به دوره صفویه در روستای رادکان واقع شده‌است.
این اثر در تاریخ ٢٧ اسفندماه ١٣٨۶ با شماره ثبت ٢٢٢٩١ به‌عنوان یکی از آثار ملی ایران به ثبت رسیده است.